# Elavbrott (film)
Elavbrott är en amerikansk-georgisk dokumentärfilm från 2003 i regi av Paul Devlin. Filmen visades i SVT1 den 4 mars 2004.

## Handling
Filmen visar hur ett amerikanskt multinationellt bolag, till synes ovetande om den bristande kvalitén på det georgiska elnätet, köper det statliga georgiska elverket. De plöjer ner pengar på bland annat dyr TV-reklam och sextusen nya elmätare per vecka, allt medan endast tio procent av kunderna betalar räkningarna och bolagets elleveranser är under all kritik - det fungarar bara några timmar per kväll. Tillgången på el är begränsad och korrupta politiker styr vem som ska ha ström. Filmen gör också några försök att förmedla en positiv bild av Georgien genom vackra kultur- och naturbilder.